# バール＝シュル＝オーブ
バール＝シュル＝オーブ （Bar-sur-Aube）は、フランス、グラン・テスト地域圏、オーブ県のコミューン。

## 地理
シャンパーニュ地方にあるバール＝シュル＝オーブは、丘と丘の間にある。コミューン内を横断するオーブ川が地名の由来である。地層はシャンパーニュ特有の石灰岩層である。

## 歴史

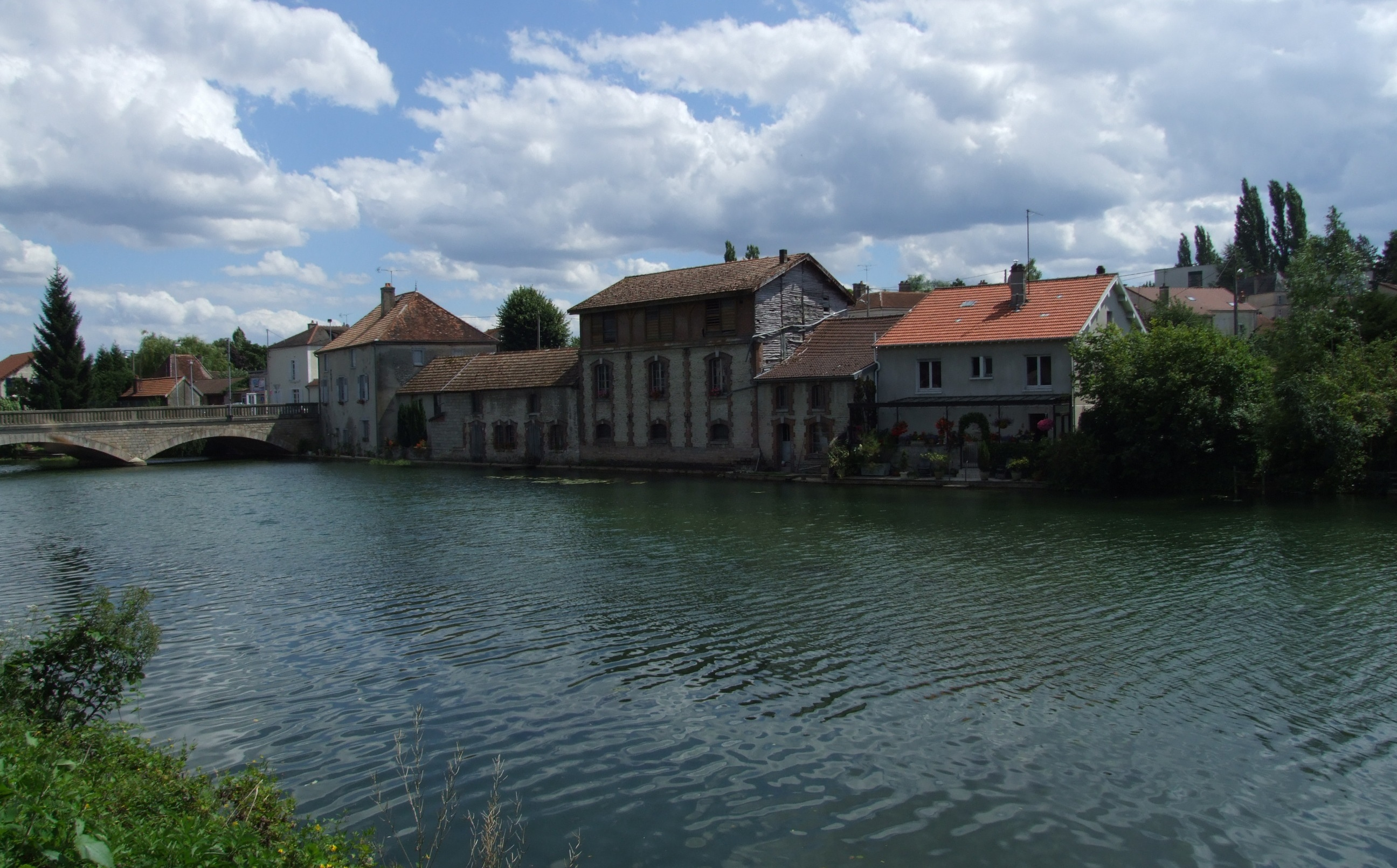
コミューン内を流れるオーブ川

バール＝シュル＝オーブの存在は古代からあった。ラ・テーヌ文化時代のオッピドゥムの痕跡がある。都市はアッティラ率いるフン族来襲で荒らされた。クローヴィス1世が国土を子供たちに分割すると、バール＝シュル＝オーブはアウストラシアの一部となった。
シャンパーニュ伯時代に、バールは重要性を持つようになった。2月半ばから4月半ばまでのシャンパーニュの大市のために、オリエントの香辛料、絹、織物、北ヨーロッパから運ばれた資源を持ってフランドル商人やイタリア商人がやってきた。後、シャンパーニュ伯領はフランス王国に組み込まれた。1318年、フィリップ5世はジャック・ド・クロワにバールを売りつけようとしたが、住民自らが町を買い上げ王が売ったり処分できないようにした。神聖ローマ皇帝カール5世がサン＝ディジエを包囲した際、周辺コミューンの住民たちは影から抵抗運動を行った。バールは1636年の長期間黒死病流行に苦しみ、市が閉鎖される原因となった。1862年、町を覆っていた城壁が取り壊され、城壁跡に町を取り巻く大通りが生まれた。
フランス革命が受け入れられると、修道院が姿を消した。フランス第一帝政末期1814年2月には、バール＝シュル＝オーブの戦いの戦場となった。

## 経済
アサ織物産業、金属加工などが行われている。農業では、アサ栽培や、シャンパンの原料となるブドウが栽培されている。

## 姉妹都市
- ゲルンスハイム、ドイツ

## 出身者
- モーリス・エマニュエル
- ガストン・バシュラール